# Еуфрат
Еуфрат (грч. Εὐφράτης; арап. الفرات Ал-Фурат; хеб. פְּרָת Перат; курдски: Фират; турски: Fırat; староперсијски: Уфрат, акадски: Пу-рат-ту) је западнија од две велике реке које протичу Месопотамијом (друга је река Тигар).

## Етимологија
Претпостављало се да име Еуфрат потиче из староперсијског Уфрату, што значи погодан за прелаз. Ипак, ова индоевропска етимологија постаје сумњива има ли се на уму сумерско и акадско име за Еуфрат: Буранун и Пу-рат-ту. Чини се тако да је староперсијско име заправо настало етимологијом утемељеном на претходном имену ове реке.

## Ток Еуфрата
Река је дуга око 2780 km. Настаје стапањем две притоке: прва је Карасу (западни Еуфрат), који извире на висоравнима источне Турске, а други је Мурат (источни Еуфрат), који извире на подручју југозападно од планине Арарат. Горњи ток Еуфрата пролази кроз стрме кањоне и наставља према југоистоку Сирије и Ирака.
У источној Сирији у Еуфрат се уливају реке Кабур и Балик. Обе извиру у Турској. Низводно, кроз читав свој ток, Еуфрат више нема притока. Северно од Басре, у јужном Ираку, спаја се са Тигром и улива се у Персијски залив.
Некад се река на свом ушћу рачвала у много рукаваца, стварајући делту, но она је већим делом исушена одлуком владе Садама Хусеина из деведесетих, како би се супротставили побуњеницима који су ту налазили склониште. Од окупације Ирака 2003. постоје напори да се поврати природна делта.
Еуфрат је плован само бродовима плитког газа, који могу стићи 1930 km узводно до града Хит, који је на само 53 m надморске висине. Узводно од тога града плићаци и брзаци онемогућавају пловидбу. Годишње поплаве Еуфрата, узроковане топљењем снега у североисточној Турској, делимично су укроћене новим насипима и базенима у горњем току. Канал дугачак 885 km повезује Еуфрат и Тигар и служи као пловни пут.

## Еуфрат у Библији
Према Библији у Стварању, Еуфрат је једна од четири реке које извиру из Рајског врта. Набројен је на четвртом месту уз реке Пишон, Гихон и Тигар.
Еуфрат представља и део границе земље коју је Бог обећао Авраму и његовом потомству. У хебрејском тексту Библије често је наведен само под именом הנהר (хаНахар), што значи „Река“.
У Књизи Откровења Јован има виђење „Еуфрата, реке велике“, те за њу каже: „Пресахну вода те начини пролаз краљевима с истока сунчева“ (Отк 16,12), што се догађа као припрема за битку код Армагедона.

## Еуфрат у исламским пророчанствима
У исламу, неке од Мухамедових изрека дају да се наслути да ће Еуфрат пресушити, откривајући дотад непозната богатства, што ће постати узрок жестоког рата.
- Ускоро ће Еуфрат открити благо од злата и когод буде тада присутан неће смети узети ништа од тога. - Сахих Букари.
- Божји Посланик (нека га Бог благослови и даде му мир) рече: »Неће проћи онај Час пре него се река Еуфрат не исуши и открије брдо злата, за које ће се људи борити. Деведесет и девет од стотину њих погинуће, а сваки ће од њих рећи: „Можда ћу ја једини преживети“« - Сахих Букари.
- Пророк (нека га Бог благослови и даде му мир) рече: »Еуфрат открива благо у себи. Когод га види не сме узети ништа од њега« - Ал-Мутаки ал-Хинди
- Еуфрат ће открити брдо злата под собом. - Сунан Аби Да'уд.

## Еуфрат у историји
Еуфрат је био извор воде за подручје које је постало једна од првих великих цивилизација, сумерску, око 4. миленијума п. н. е. Многи важни древни градови сместили су се уз обале ове реке: Мари, Сипар, Нипур, Шурупак, Урук, Ур и Ериду. Речна долина представљала је и срце каснијих царстава Вавилоније и Асирије. Кроз неколико векова Еуфрат је био и источна граница између египатског и римског утицаја с једне стране и западних покрајина Персије с друге.

## Спорна питања
Као што је то случај и са Тигром, постоје бројни спорови и око Еуфрата. Пројекат назван „Југоисточна Анадолија“ у Турској укључује изградњу 22 бране и 19 хидроелектрана, што је највећи икад предузети грађевински пројекат у Турској. Прва брана је изграђена 1990. Требало је то да буде знак добре воље према турским Курдима који настањују то подручје, путем јачања локалне привреде.
У Сирији изграђена је 1973. брана „Табаках“, позната и као Еуфратска брана, а гради се још једна. Ирак има седам брана на Еуфрату, но њихова употреба смањена је у доба власти Садама Хусеина. Након промене власти 2003. ствари се полако мењају.
Због недостатка воде на Блиском истоку Ирак се прибојава да би Сирија или Турска могле да искористе већи део воде пре уласка реке у Ирак. И данас наводњавање у јужном Ираку оставља тек мало воде да се споји са током Тигра у Шат-ел-Арабу.